# 카를하인츠 루메니게
카를하인츠 "칼레" 루메니게(독일어: Karl-Heinz "Kalle" Rummenigge, 1955년 9월 25일 ~ )는 독일의 은퇴한 축구 선수, 축구 행정가이다.

## 클럽 경력
독일 클럽 바이에른 뮌헨에서 뛰던 시절에는 인터콘티넨털컵 우승과 챔피언스리그 우승을 경험하는 등, 성공적인 선수 생활을 보냈으며, 유럽 대회뿐만 아니라 독일 리그 내에서도 리그와 컵 대회에서 2번씩 우승하였다.

## 국가대표팀 경력
서독 대표팀의 일원으로서 1980년 유럽축구선수권대회 우승, 1982년 FIFA 월드컵과 1986년 FIFA 월드컵의 준우승에 크게 기여하였으며, 유럽 올해의 선수상을 두 차례 수상하기도 하였다.

## 행정가 경력
루메니게는 현재 FC 바이에른 뮌헨 AG의 이사회 회장을 맡고 있다. 바이에른 뮌헨 AG는 독일 분데스리가 바이에른 뮌헨의 자회사로서 주식회사이며 2001년에 등록된데 이어 2002년에 모회사인 FC 바이에른 뮌헨 e. V.로부터 남녀 프로축구에 대한 업무를 부여받았다. 가장 큰 목적은 프로축구 전담체제를 확립하기 위해서이고, 둘째는 알리안츠 아레나의 공사금 마련을 위한 것이었다.
루메니게는 이외에 유럽 클럽 협회 (European Club Association)의 회장을 맡고 있다.

## 수상

#### 바이에른 뮌헨
- 분데스리가 : 1979–80, 1980–81
- DFB 포칼 : 1981–82, 1983–84
- 유로피언컵 : 1974–75, 1975–76
- 인터컨티넨탈컵 : 1976

#### 서독
- UEFA 유로 : 1980
- FIFA 월드컵 준우승 : 1982, 1986

### 개인
- 발롱도르 : 1980, 1981
- 옹즈도르 : 1980, 1981
- 브라보 오토 : 1980, 1981, 1982, 1983, 1984
- 유로피언컵 득점왕 : 1980-81
- 분데스리가 득점왕 : 1979–80, 1980–81, 1983–84
- 키커 분데스리가 올해의 팀 : 1977–78, 1978–79, 1979–80, 1980–81, 1981–82, 1982–83, 1983–84
- DFB 포칼 득점왕 : 1981-82
- 스위스 리그 득점왕 : 1988-89
- 스위스 올해의 외국인 선수 : 1988-89
- FIFA 월드컵 실버슈 : 1982
- FIFA 월드컵 브론즈볼 : 1982
- UEFA 유로 대회 베스트 : 1980
- 독일 올해의 선수 : 1980
- 뮌헨 시 명예의 고리 : 1989
- 독일 연방 공화국 훈장 : 1989
- 바바리아 주 훈장 : 2007
- 골든 보이 커리어 어워드 : 2021
- 이탈리아 축구 명예의 전당 : 2021
- 독일 축구 명예의 전당 : 2022
- 골든풋 : 2009
- FIFA 100 : 2004

#### 발롱도르
- 1978 - 21
- 1979 - 2
- 1980 - 1
- 1981 - 1
- 1982 - 4
- 1983 - 8
- 1984 - 8
- 1985 - 5